# Carcere degli Scalzi

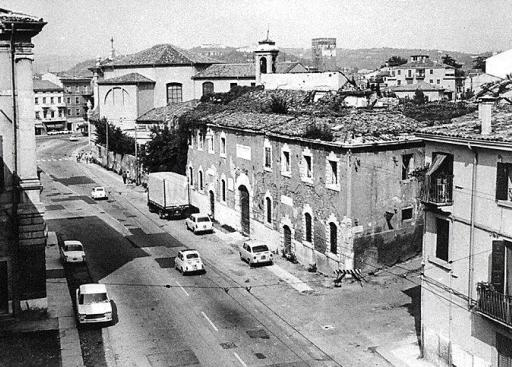
Il carcere degli Scalzi poco prima di essere abbattuto negli anni 1970. Si noti l'adiacente chiesa degli Scalzi.

Il carcere degli Scalzi era un convento dell'Ordine dei carmelitani scalzi adiacente alla chiesa degli Scalzi di Verona, costruito tra il 1666 e il 1750, soppresso nel 1806 per decreto napoleonico e utilizzato come carcere dal 1883 al 1945.

## Durante la seconda guerra mondiale
Divenne una vera e propria prigione di stato dopo l'8 settembre 1943 quando Verona fu scelta come sede del Tribunale speciale per la difesa dello Stato della RSI che avrebbe dovuto giudicare i 19 membri del Gran consiglio del fascismo che avevano votato l'ordine del giorno Grandi il 25 luglio 1943 determinando la caduta del fascismo e l'arresto di Mussolini. Per accogliere i 19 membri del Gran consiglio tutto il primo piano dell'edificio fu sgombrato dagli altri detenuti, anche se poi soltanto sei furono detenuti agli Scalzi (Galeazzo Ciano, Emilio De Bono, Giovanni Marinelli, Carlo Pareschi, Luciano Gottardi e Tullio Cianetti).

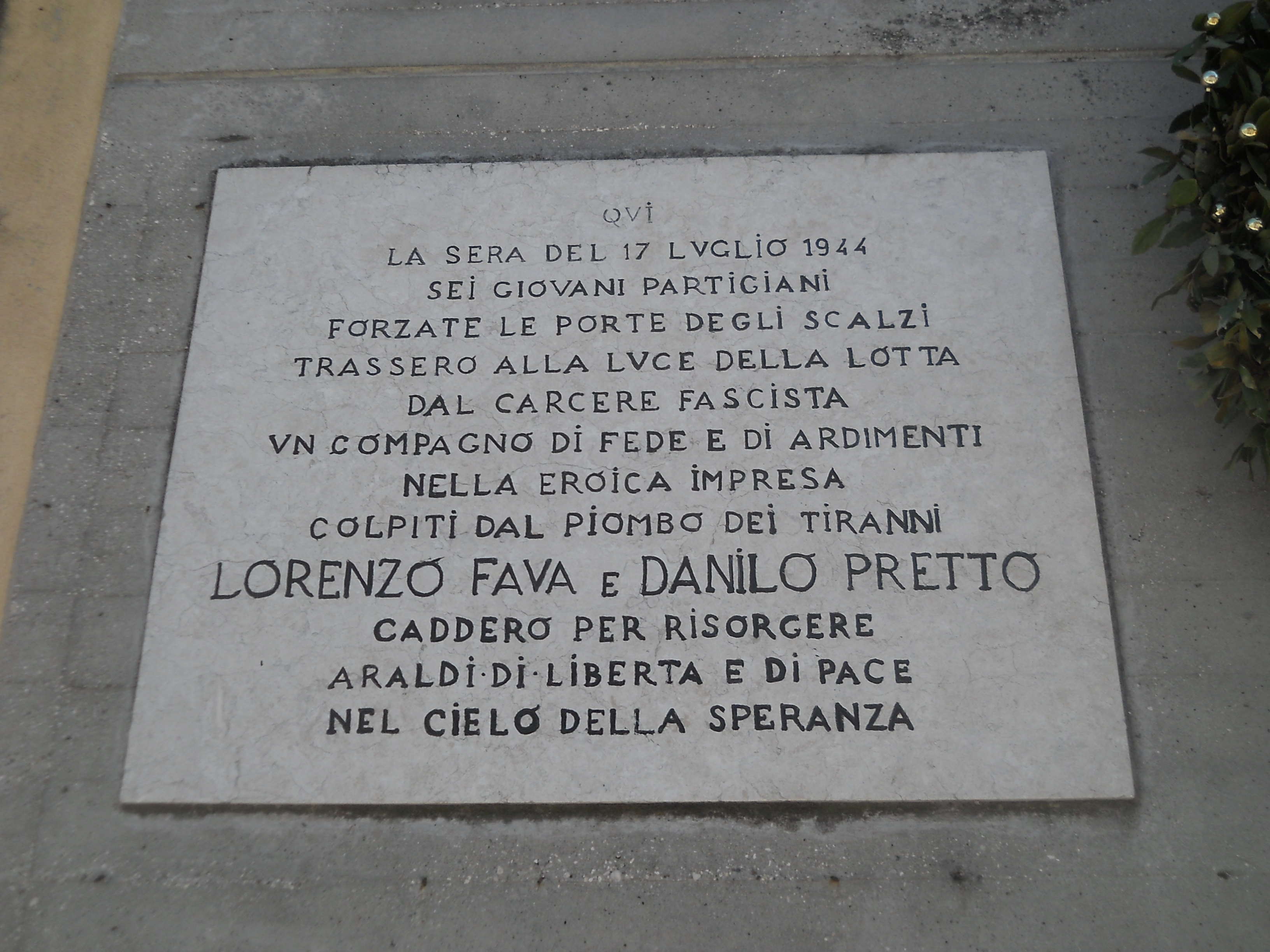
Targa posta sul muro dell'ex carcere in ricordo dell'azione del 17 luglio 1944.

Ciano fu condotto agli Scalzi il 19 ottobre 1943 e durante la detenzione ci fu il tentativo da parte dei servizi segreti tedeschi di farsi consegnare i suoi diari attraverso Frau Beetz. Dopo il processo di Verona Ciano, De Bono, Marinelli, Pareschi e Gottardi furono fucilati l'11 gennaio 1944, mentre Cianetti fu condannato a 30 anni di carcere.
Nel dicembre 1943 furono condotti agli Scalzi 10 componenti del gruppo dell'avvocato Giuseppe Tommasi, considerato impropriamente primo CLN provinciale di Verona. Tra essi si trovava anche Norberto Bobbio, arrestato a Padova il 6 dicembre 1943 e trasferito a Verona. Alcuni dei componenti del gruppo furono rilasciati dopo qualche mese mentre altri furono condannati e liberati solo alla fine della guerra.
Alla fine di gennaio del 1944 il primo piano del carcere, liberato dopo l'esecuzione dei membri del Gran consiglio, ospitò diversi generali ed ammiragli italiani fatti prigionieri dai tedeschi dopo l'8 settembre 1943 e in un primo momento deportati in Germania. Tra gli altri furono detenuti agli Scalzi gli ammiragli Luigi Mascherpa e Inigo Campioni trasferiti poi a Parma l'8 aprile 1944 e lì fucilati il 24 maggio 1944.

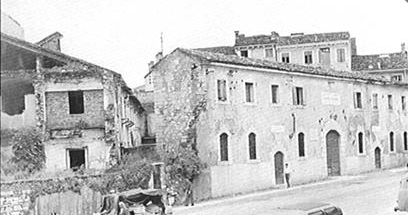
L'edificio con i danni riportati dal bombardamento aereo alleato.

Il 6 gennaio 1944 fu tradotto agli Scalzi Giovanni Roveda arrestato a Roma il 21 dicembre 1943. Roveda fu liberato il 17 luglio 1944 in seguito a un'azione dei GAP in cui persero la vita Lorenzo Fava e Danilo Preto. Gli altri componenti del gruppo erano Aldo Petacchi, Berto Zampieri, Vittorio Ugolini ed Emilio Moretto.
Ai primi di luglio del 1944 erano stati arrestati e condotti inizialmente alle casermette di Montorio Veronese e tradotti agli Scalzi dopo due settimane i componenti del CLN provinciale di Verona Francesco Viviani, Giuseppe Deambrogi, Giovanni Domaschi, Guglielmo Bravo, Angelo Butturini, Vittore Bocchetta e i loro consiglieri militari (il colonnello Paolo Rossi, il maggiore Arturo Zenorini, il maresciallo Mario Ardu). Saranno deportati tutti in Germania e soltanto Bocchetta, Rossi e Zenorini faranno ritorno.

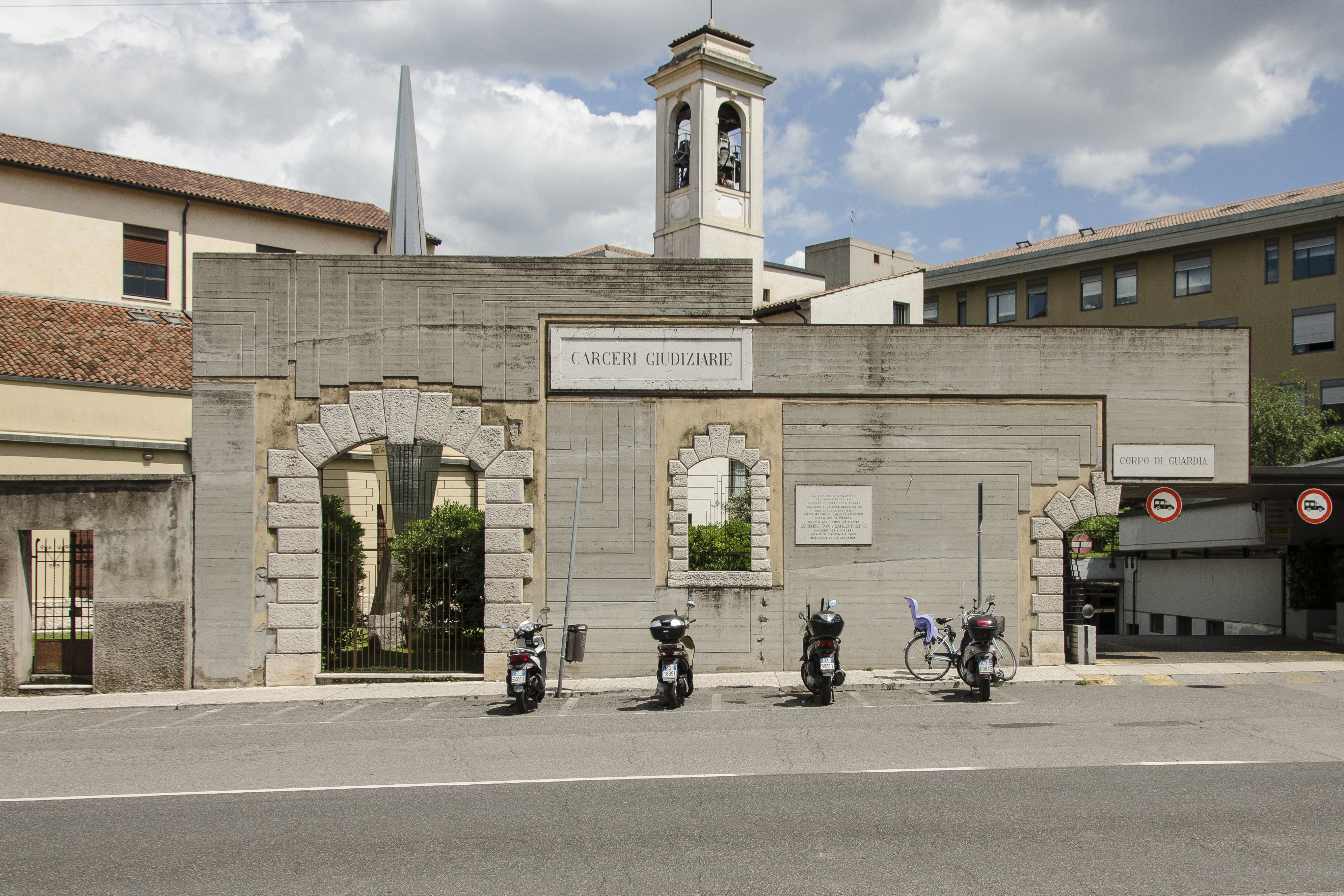
L'ex carcere degli Scalzi dopo le demolizioni

Il gruppo dei generali e Cianetti furono trasferiti a Venezia il 20 agosto 1944 poiché gli Scalzi non furono ritenuti abbastanza sicuri per i detenuti più importanti dopo l'assalto del 17 luglio 1944.
L'11 ottobre 1944 un bombardamento aereo alleato su una caserma poco distante lesionò l'edificio del carcere e i detenuti furono trasferiti. L'ultimo fu trasferito il 28 ottobre 1944.
Degli Scalzi rimase in piedi solo il lato della facciata sull'omonima via, che era stata trasformata nelle severe linee dell'architettura militare austriaca (l'unico intervento che era stato attuato sul vecchio convento). Rimasero anche le celle voltate, i corridoi a vela, le scale con i pianerottoli quadrilobi nel soffitto e qualche altro elemento.

## Demolizione

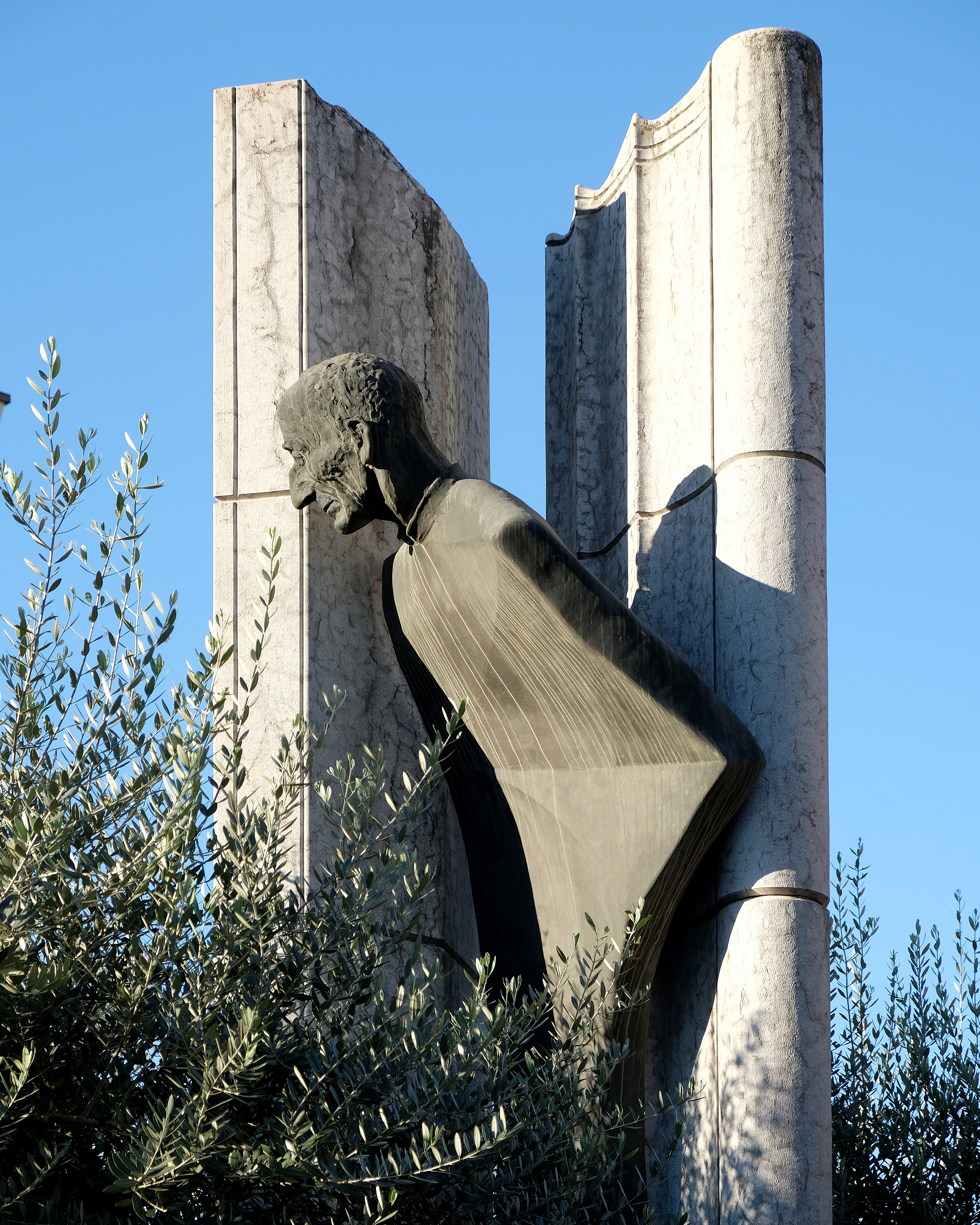
Monumento a mons. Giuseppe Chiot, opera di Vittore Bocchetta

Il 10 novembre 1969 la Soprintendenza ai monumenti dichiarò: "trattasi di edificio per la maggior parte diroccato per ragioni belliche ed ormai quasi nullo di interesse artistico" e ne consentì la demolizione per far posto a un condominio. Rimasero soltanto un brandello di muro e una lapide.
Il 25 aprile 1988 è stato eretto, nello spazio che separa la chiesa degli Scalzi dal condominio, un obelisco d'acciaio alto oltre sette metri a ricordo dei sei gappisti che assaltarono il carcere e liberarono Roveda. Il monumento è opera di Vittore Bocchetta che fu detenuto agli Scalzi due volte tra il 1943 e il 1944. Dello stesso artista è il monumento a don Giuseppe Chiot inaugurato il 25 aprile 1989 nell'omonimo largo di fronte agli Scalzi. Don Chiot era il cappellano del carcere ricordato per la sua umanità nel confortare i prigionieri indipendentemente dalla loro parte politica.